# Posselenije
Posselenije (Поселение), wörtlich „Siedlung“, ist im heutigen Russland eine Verwaltungseinheit innerhalb eines Rajons, entspricht also in gewisser Weise der Gemeinde in Deutschland. Die Vergleichbarkeit hinkt daran, dass nach russischer, wohl eigentlich sowjetischer, Tradition die Rajons als Gemeindeebene gelten; die Institutionen des Rajonssitzes sind gleichzeitig die Institutionen des gesamten Rajons.
Man unterscheidet zwei Arten von Posselenije:
- Gorodskoje Posselenije (городское Поселение) heißt „städtische Siedlung“
- Selskoje Posselenije (сельское Поселение) heißt „ländliche Siedlung“. Eine solche Selskoje Posselenije besteht aber ihrerseits in aller Regel aus mehreren ländlichen Siedlungen im allgemeinen Sinn, z. B. Dörfern (Selo / Село), kleinen Siedlungen (Possjolok / Посёлок) u. a.